# Hrafske (Iastrubîne), Sumî
Hrafske (în ucraineană Графське) este un sat în comuna Iastrubîne din raionul Sumî, regiunea Sumî, Ucraina.

## Demografie
Componența lingvistică a localității Hrafske
     Ucraineană (100%)
Conform recensământului din 2001, toată populația localității Hrafske era vorbitoare de ucraineană (100%).